# Eugène de Planard
François-Antoine-Eugène de Planard (Millau, 4 de febrer de 1783 - París, 13 de novembre de 1853) fou un dramaturg francès.
Va col·laborar amb Anton Orlowski, Daniel Auber, Ferdinand Hérold (Le Pré-aux-clercs, 1832), Adolphe Adam (Le Farfadet, 1852), Nicolas-Charles Bochsa, Michele Enrico Carafa, Jacques-Fromental Halévy (L'Éclair, 1835), George Onslow i Ambroise Thomas (Le Caïd, 1849; Le Carnaval de Venise, 1852).
També va ser secretari de la legislació del Consell d'Estat.
La seva filla Eugenie (1818-1874) es va casar amb el dramaturg i llibretista Adolphe de Leuven (1802-1884).